# Joshīmath
Joshīmath är en ort i Indien.   Den ligger i distriktet Chamoli och delstaten Uttarakhand, i den norra delen av landet, 300 km nordost om huvudstaden New Delhi. Joshīmath ligger 1 821 meter över havet och antalet invånare är 13 865.
Terrängen runt Joshīmath är huvudsakligen mycket bergig. Joshīmath ligger nere i en dal. Runt Joshīmath är det glesbefolkat, med 16 invånare per kvadratkilometer. Joshīmath är det största samhället i trakten. Trakten runt Joshīmath består i huvudsak av gräsmarker.